# HD 151566
HD 151566 — хімічно пекулярна зоря спектрального класу
A8 й має  видиму зоряну величину в смузі V приблизно  7,3.
Вона  розташована на відстані близько 245,6 світлових років від Сонця.